# Kompozyty przekładkowe
Kompozyty przekładkowe (ang. sandwich) – materiały kompozytowe stanowiące dwie silne warstwy zewnętrzne oddzielone od siebie rdzeniem wykonanym z lekkich materiałów. Rolą rdzenia jest przeciwdziałanie deformacjom spowodowanym siłą prostopadłą do powierzchni zewnętrznych. Rdzeń może być wykonany z różnych materiałów: (polimerowe rdzenie porowate, lekkie drewno, struktura typu plaster miodu). Kompozytowe materiały przekładkowe znajdują zastosowanie m.in. w konstrukcji dachów, ścian, czy skrzydeł samolotów.

## Właściwości mechaniczne
Konstrukcje sandwiczowe składają się z okładzin z materiałów o dobrych właściwościach mechanicznych, oddzielonych rdzeniem z lekkich materiałów. Skutkiem takiego rozwiązania jest, porównując to z konstrukcją litą o tej samej gęstości, podobna wytrzymałość na rozciąganie oraz znacząco większa wytrzymałość na zginanie. Naprężenia wywołane przez moment zginający są znacznie mniejsze w konstrukcji sandwiczowej.
Okładziny, wykonywane z materiałów o dobrych właściwościach mechanicznych mają za zadanie przenosić naprężenia rozciągające lub ściskające od sił podłużnych i momentów zginających. Rdzeń z kolei przenosi głównie naprężenia ścinające od sił poprzecznych. Ponadto oddziela od siebie okładziny, co zwiększa sztywność konstrukcji w przypadku cienkich okładzin, poprawia właściwości izolacyjne oraz zmniejsza ciężar, przy zachowaniu zbliżonych do konstrukcji litej właściwościach wytrzymałościowych.

## Model obliczeniowy i formy zniszczenia
Pomimo lepszych niż materiały lite właściwości mechanicznych, materiały przekładkowe są narażone na różne formy zniszczenia. Rozpatrując formy zniszczenia, przyjmuje się model obliczeniowy, w którym zarówno materiały okładziny, jak i rdzenia są liniowo sprężyste, a rdzeń jest jednorodny. Ponadto siły podłużne i momenty zginające są przenoszone wyłącznie przez okładziny, a siły ścinające przez rdzeń. Dodatkowo ugięcia i przemieszczenia wszystkich warstw są identyczne. Wyróżnia się następujące formy zniszczenia:
- Globalne wyboczenie konstrukcji
- Delaminację połączoną z lokalnym wyboczeniem okładzin
- Ścinanie rdzenia
- Lokalne wyboczenie pojedynczej komórki (w przypadku rdzeni o strukturze siatkowej)

## Rodzaje rdzeni w wyrobach przekładkowych

### Polimerowe rdzenie porowate
Możliwe jest wytwarzanie rdzenia z gotowych płyt porowatych, wycinanie z bloków lub wprowadzanie komponentów do formy pomiędzy dwie warstwy laminatu nośnego z wytworzeniem struktury porowatej (metoda in situ). Stosuje się różne polimery: poliuretanowe, poliakrylowe, poliimidowe, fenolowo-formaldehydowe, polistyren ekspandowany i polichlorek winylu

#### Pianka poliuretanowa
Konstrukcje przekładkowe z pianką poliuretanową wytwarza się sposobem in situ. Efektem wytworzenia pianki poliuretanowej jest rdzeń lekki o porach częściowo zamkniętych i częściowo otwartych. Parametry takie jak gęstość czy twardość zależą od producenta, receptury i zastosowanej technologii, a możliwa do uzyskania termoodporność dochodzi do 150 °C.

##### Polistyren ekspandowany
Polistyren ekspandowany (styropian) jest już gotowym materiałem rdzeniowym w postaci płyt lub bloków. Inną metodą wytwarzania jest zastosowanie perełek styropianu wstępnie ekspandowanych i wprowadzenie ich między dwie warstwy laminatu, a następnie dalsza ekspansja styropianu poprzez ogrzanie. W ten sposób otrzymuje się warstwę lekkiego rdzenia, którą przykleja się do laminatów pokrytych wcześniej klejem epoksydowym. Tak wytworzony rdzeń jest mikroporowaty o zamkniętych porach, a właściwości mechaniczne i gęstość zależą od stopnia zasypu formy kulkami styropianu. Tego typu wyroby, pomimo małej gęstości 40 kg/m³, z powodu słabych właściwości mechanicznych stosowane są do konstrukcji mało obciążonych. Typowym przykładem są kompozytowe deski surfingowe.
Często stosowane w konstrukcjach przekładkowych są rdzenie porowate z polichlorku winylu z uwagi na niewysoką cenę, stosunkowo dobre właściwości mechaniczne, a także strukturę porów zamkniętych i trudnopalność. Do wytwarzania konstrukcji przekładkowych na skalę przemysłową stosuje się głównie dwa rdzenie PVC o nazwach handlowych Airex oraz Klegecell.

#### Pianki poliimidowe
Pianki poliimidowe znajdują zastosowanie w konstrukcjach kadłubów samolotów np. Airbus z powodu dużej termoodporności (od −195 do +180 °C), trudnopalności i bardzo dobrych właściwości mechanicznych, w szczególności wytrzymałości zmęczeniowej. Tego typu pianki cechują się dodatkowo niską gęstością 50 kg/m³.

#### Pianki fenolowo-formaldehydowe
Pianki fenolowo-formaldehydowe o niewielkiej gęstości 12–25 kg/m³ charakteryzują się małą wytrzymałością mechaniczną i dużą kruchością, ale z powodu dobrej odporności na płomień znajdują zastosowanie w konstrukcjach przekładkowych w środkach komunikacji.

#### Rdzenie lekkie z drewna
Najpopularniejszym rodzajem drewna do wykonania rdzenia jest drewno balsa (pochodzące z Ameryki Środkowej i Południowej). Drewno to charakteryzuje się niską gęstością do 130 kg/m³, produkcja tego rodzaju drewna jest stosunkowo tania. Przykład zastosowania w Polsce: lekkie kompozytowe wirniki elektrowni wiatrowych produkowanych przez firmę LM Glasfiber w Szczecinie.
Innym stosowanym materiałem jest korek – zewnętrzna obumarła warstwa kory dębu korkowego, uprawianego w zachodniej części Morza Śródziemnego.

### Rdzenie komórkowe typu plaster miodu
Rdzenie mają strukturę składającą się z sześciokątów foremnych. Gwarantuje to szczególnie dużą sztywność, przy zachowaniu lekkości konstrukcji przekładkowych. Tego typu rdzenie wytwarza się z papieru impregnowanego najczęściej żywicami fenolowo-formaldehydowymi, z tkanin szklanych z żywicami epoksydowymi, z włókien meta-aramidowych Nomex i para-amidowych Kevlar, z polipropylenu, ABS, poliwęglanu i blach aluminiowych. Stosuje się także wypełnienie sztywnym polimerem porowatym o porach zamkniętych. Takie wypełnienie poprawia wytrzymałość i zabezpiecza przed penetracją wody. Zamknięte pory powodują polepszenie izolacji akustycznej i termicznej.
Materiały komórkowe można dostarczyć w postaci utwardzonej, bądź nieutwardzonej z możliwością dowolnego formowania na powierzchniach zakrzywionych w przestrzeni. Po uformowaniu należy materiał zaimpregnować i utwardzić. Rdzenie produkowane są najczęściej w postaci płyt o grubości 8–50 mm, lub w blokach, z których profil rdzenia można dowolnie wykrawać.
Etapy wytwarzania rdzeni komórkowych
- naniesienie na folię (blachę, papier, tkaninę) pasów kleju rozmieszczonych przemiennie na kolejnych foliach
- złożenie arkuszy z klejem, ich dociśnięcie, odczekanie na utwardzenie kleju
- rozciągnięcie pakietu złożonych i sklejonych pasmowo folii z wytworzeniem sześciokątnych komórek
- ewentualna impregnacja wytworzonej struktury
- utwardzenie bloku
- cięcie bloku na odpowiednie płyty

### Lekkie rdzenie kompozytowe
Lekkie rdzenie stanowią kombinację różnych tkanin z ciągłych i cienkich włókien szklanych i innych, z mat i włóknin, wypełnionych lekkimi, pustymi mikro balonami szklanymi, lub polimerowymi. Rdzenie dostarczane są w postaci taśmy o grubości 1–5 mm, w zależności od struktury materiałowej i grubości absorbują stosunkowo mało żywic laminujących ok. 38% objętości rdzenia. Zwilżanie żywicami poliestrowymi trwa ok. 20–30 s.
Rdzenie kompozycyjne nie tworzą typowych struktur przekładkowych. Są stosunkowo cienkie i zastępują środkowe warstwy wzmocnienia kompozytów litych. Dzięki takiemu wzmocnieniu zamiast np. maty, tkaniny zmniejsza się ciężar laminatu, zwiększa się jego grubość a co za tym idzie sztywność całej konstrukcji.